# قضيبية مفيدة مخفضة النترات
قضيبية مفيدة مخفضة النترات (الاسم العلمي: Diaphorobacter nitroreducens) هي نوع من البكتيريا، سلبية الغرام، تتبع جنس قضيبية مفيدة.